# Team Bondi
Team Bondi foi uma desenvolvedora australiana de jogos, foram responsáveis pelo jogo de PlayStation 3, PC e Xbox 360, L.A. Noire, que foi publicado pela Rockstar Games. O jogo foi um sucesso tanto de crítica quanto comercial. Entretanto, várias alegações de precárias condições de trabalho feitas por ex-membros da equipe causaram controvérsias a desenvolvedora. Após não receber garantias de outros projetos a empresa faliu. Em agosto de 2011 Kennedy Miller Mitchell comprou a empresa.

## História
A companhia foi fundada em 2003, por Brendan McNamara em Sydney, ex diretor de desenvolvimento da Team Soho, da Sony Computer Entertainment em Londres, e escritor e diretor de The Getaway (jogo eletrônico). Ele também fundou a companhia irmã Depth Analysis. Esta era responsável pelo desenvolvimento da chamada "MotionScan", premiada tecnologia de captura facial usada em L.A. Noire.
A empresa vinha desenvolvendo um novo jogo: Whore of the Orient que se passaria na corrupta cidade de Xangai em 1936, época em que a cidade estava nas mãos de países ocidentais, cheia de quadrilhas de criminosos e atrito com o comunismo. Porém o jogo foi cancelado.

## Desenvolvimento
| Titulo do Jogo | Ano de Lançamento | Plataforma                  | Critica | Notas |
| -------------- | ----------------- | --------------------------- | ------- | --- |
| L.A. Noire     | 2011              | PlayStation 3, Xbox 360, PC | 89/100  | - 2011 Vencedor do APDG Awards: Production Design for Videogames - 2011 Vencedor do Stuff Magazine Awards: Game of the Year - 2011 Vencedor do MCV Pacific: Game of the Year - 2011 Vencedor GameTrailers Game of the Year Awards: Best New IP - 2011 Vencedor GameSpot AU Special Achievement: Best Atmosphere - 2012 Indicado Spike VGAs: Best Graphics - 2012 Vencedor do G.A.N.G. Music of the Year - 2012 Vencedor do BAFTA: Original Music - 2012 Indicado para 3 Game Developers Choice Awards |